# Rio Paatsjoki
O rio Paatsjoki (finlandês: Paatsjoki, norueguês: Pasvikelva) é a saída do lago Inari, na Finlândia e na Noruega e na Rússia através de fluxos de descarga na fiorde de Varanger, não muito longe de Kirkenes. A fiorde de Varanger conecta o mar de Barents. Possui uma bacia hidrográfica de 18404 km², e tem 145 km de comprimento.
Desde a Guerra da Continuação, o rio tem marcado partes da fronteira entre a Noruega e a Rússia.
O rio proporciona boas possibilidades de pesca de salmão, embora os pescadores devem garantir que as suas linhas de pesca não atravessem a fronteira.